# Umsonst (1967)
Umsonst ist eine deutsche Fernsehverfilmung der Theaterkomödie Umsonst! von Johann Nestroy, mit neuen Gesangstexten von Michael Kehlmann.

## Handlung
Die Handlung folgt der literarischen Vorlage:
Der Fabrikant Finster will sein Mündel Emma mit seinem Neffen Arthur verheiraten und ihm, mangels eigener Kinder, sein Vermögen vererben. Emma wuchs unter der Obhut von Anastasia, einer Verwandten von Finster, auf und verliebte sich in deren Untermieter, den „Komödianten“ (also Theaterschauspieler) Arthur. Bei diesem handelt es sich, was keiner der Beteiligten weiß, um eben jenen Neffen, den sie sowieso heiraten soll. Arthurs Theaterkollege Pitzl schlüpft gegenüber Finster in die Rolle Arthurs, um in dessen Namen schriftlich und gegen Bezahlung zu erklären, dass er auf Emma verzichte.
Arthur und Pitzl reisen in den Gasthof „Zum Lamm“ in Braunau, weil sie wissen, dass auch Finster und Emma dort Station machen werden. Dort ist die Wirtstochter Sali verliebt in den Kellner Georg, doch ihr Vater, der geldgierige Wirt Sauerfass, verhindert eine Hochzeit, weil er Sali mit Ignaz Maushuber, dem Sohn eines reichen Geschäftsmannes, verheiraten will. Arthur und Georg planen also, mit ihren jeweiligen Bräuten durchzubrennen.
Arthur gibt sich gegenüber Sali und Sauerfass als Maushuber aus, um sich in dieser Rolle möglichst schlecht zu benehmen und damit den Wirt von seinen Heiratsplänen abzubringen. Den kurz darauf eintreffenden echten Maushuber hält Sauerfass dann für einen Komödianten. Dann spielt Arthur in Verkleidung den Kellner und bedient Finster und Emma, wobei nur sie ihn erkennt. Es kommt in der Folge zu allerhand Missverständnissen und Verwechslungen: Emma glaubt, Arthur sei in Wahrheit nicht in sie, sondern in die Wirtstochter verliebt. Arthur glaubt, Finster möchte sein Mündel selbst heiraten. Der Wirt glaubt, Georg sei ein reicher Erbe, der sich nur als Kellner getarnt habe, gibt schriftlich sein Einverständnis zur Hochzeit und erkennt seinen Fehler erst, als die Hochzeit schon geschlossen wurde. Als dann noch Pitzl auftaucht, hält Finster ihn für den Komödianten Arthur, bis Pitzl zugibt, dass er ihn betrogen hat und seine Verzichtserklärung damit hinfällig ist. Nun kommt endlich Arthur ohne Verkleidung hinzu und Emma und Finster erkennen erleichtert, dass der Neffe Arthur mit dem Komödianten Arthur identisch ist und das ganze Chaos umsonst war.

## Produktion
Der Film ist eine Produktion des Bayerischen Rundfunks, wo er am 23. Juni 1967 zum ersten Mal ausgestrahlt wurde. Am 9. Juli desselben Jahres lief er auch im ersten Programm der ARD sowie im ORF.

## Rezeption
„Das Gespann Peter Weck – Helmut Qualtinger harmonierte erstaunlich gut. Peter Weck spielte seine Rolle mit dem nötigen Schuss Pfiffigkeit, während Helmut Qualtinger unnachahmlich den österreichischen Grantler hervorzauberte. Von einigen offenbar unvermeidlichen Längen abgesehen, war die Inszenierung gut.“

„eine quicklebendige, turbulente Aufführung. Offenbar nicht umsonst hatte der vielbewährte Michael Kehlmann Hand angelegt. Und nicht umsonst legten beste Wiener Kräfte all ihre komödiantische Lust ins Spiel. Szenenbild und Musik vollendeten das Vergnügen.“